# Austroagrion
Austroagrion es un género de caballitos del diablo que pertenece a la familia Coenagrionidae. Las especies de Austroagrion son pequeñas libélulas; los machos son de color negro con marcas azules o verdes, mientras que las hembras son de un color más pálido.
El género Austroagrion se extiende por Papúa Nueva Guinea, Nueva Caledonia y Australia.

## Especies
El género Austroagrion incluye las siguientes especies:
- Austroagrion cyane (Selys, 1876)
- Austroagrion exclamationis Campion, 1915
- Austroagrion kiautai  Theischinger & Richards, 2007
- Austroagrion pindrina Watson, 1969
- Austroagrion watsoni Lieftinck, 1982